# La impaciència del cor (novel·la)
La impaciència del cor (títol original en alemany: Ungeduld des Herzens) és una novel·la de Stefan Zweig publicada en 1939 que explica les conseqüències negatives d'entendre malament els sentiments.

## Argument
Hofmiller, un jove i orgullós oficial, acudeix al castell d'un ric home de negocis local i allà coneix Edith, la seva filla minusvàlida. La vida en el poble de principis de segle XX transcorre amb poques diversions i el protagonista acaba seduït per la vida de luxe que li proporcionen els habitants del castell a canvi que faci companyia a Edith. Mig atret per una parenta que la cuida i per la pietat que li produeix la noia, es converteix en un assidu del castell. Les seves visites les fa a amagat dels companys soldats, que es burlen d'una persona que s'apropi a aquella jove, ja que no poden veure altre motiu que perseguir la seva fortuna. Edith s'enamora de l'oficial i aquest no gosa confessar-li que no sent el mateix per por de la reacció que pugui provocar i perquè no vol allunyar-se de la vida del castell.
El metge li va revelant la vida dels diferents membres de la família. El pare està rosegat per la culpa, ja que en el passat com a comerciant sense escrúpols va explotar força gent, incloent-hi la seva futura muller, i pensa que la malaltia de la seva filla és a causa d'aquestes males accions. Per això ofereix a Hofmiller tota la seva fortuna si fa feliç Edith i l'insta a esbrinar els avenços reals del metge en el tractament. Ell vol rebutjar però quan s'acosta al metge descobreix que està casat amb una dona cega a qui ha tornar la felicitat i no gosa ser menys, per la qual cosa accepta el compromís amb Edith.
La pressió dels altres soldats i els seus dubtes fan que finalment reveli la veritat: per ella només sent compassió. En sentir-lo, la noia se suïcida llançant-se des de la torre del castell i Hofmiller parteix al front per intentar oblidar amb l'acció de la guerra. Anys després recorda la història amb un home, qui la transcriu per formar la novel·la.

## Anàlisi
El narrador en primera persona del relat inserit i el recurs al testimoni que transcriu l'obra és un recurs habitual per augmentar la versemblança. L'ambientació general s'adiu amb altres obres de Zweig, un món anterior a les guerres mundials que van alterar per sempre la vida dels països del centre d'Europa on una vella aristocràcia va desaparèixer. Per això el to de melangia per un temps perdut se suma a la tragèdia narrada en aquesta novel·la. La disparitat entre els sentiments interiors i els que els altres perceben també és una constant en diversos llibres de l'autor.

## Adaptacions
Wes Anderson basà lliurement la seva pel·lícula The Grand Budapest Hotel (2014) en aquesta novel·la i en L'embriaguesa de la metamorfosi (en alemany, Rausch der Verwandlung), també de Zweig.
El 2023, el cineasta danès Bille August s'hi basà lliurement per a la seva pel·lícula Kysset (subtitulada i doblada en català amb el mateix títol que la novel·la, La impaciència del cor).